# Waneta Storms
Waneta Storms (nascida em 25 de novembro de 1968, em Vancouver) é uma atriz canadense. É mais conhecida por sua interpretação de Isobel Lambert na série The Eleventh Hour (2003–2005), da CTV. Também apareceu em outras séries, tais como Amazon e La Femme Nikita.